# Grenzübergang Lessowo-Hamzabeyli

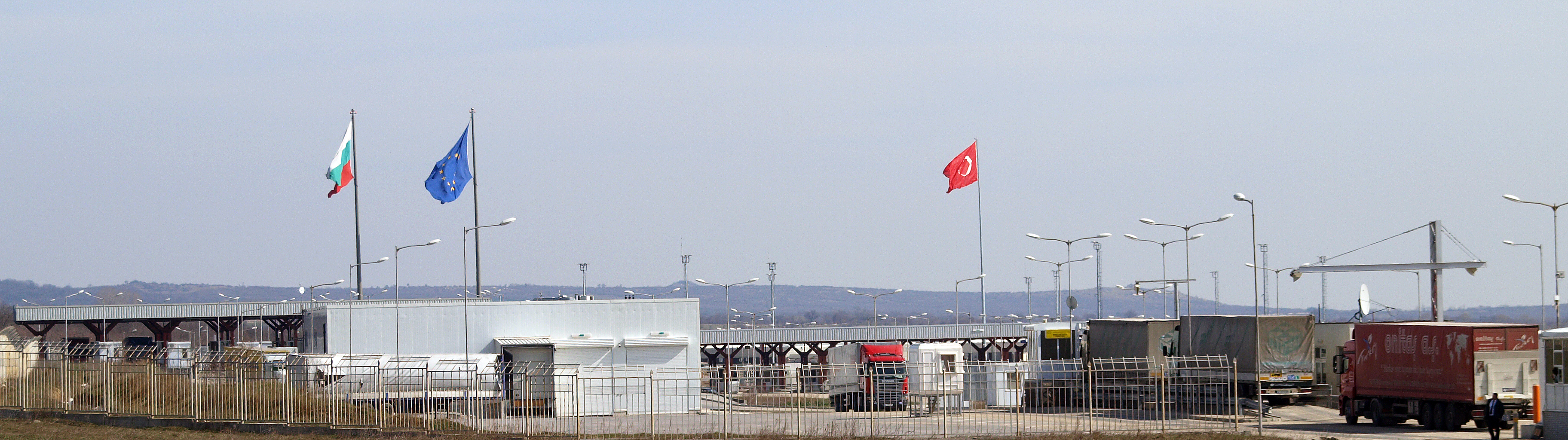
Der Grenzübergang

Der Grenzübergang Lessowo-Hamzabeyli liegt zwischen Bulgarien und der Türkei (bulgarisch ГКПП Лесово-Хамзабейли – GKPP Lessowo – Granitschen Kontrolno Propuskwatelen Punkt Lessowo – Grenz-Kontroll-Durchlass-Punkt Lessowo). Er liegt neben dem gleichnamigen bulgarischen Dorf Lessowo und dem türkischen Dorf Hamzabeyli. Der Grenzübergang Lessowo-Hamzabeyli wurde am 19. Juni 2005 vom bulgarischen Ministerpräsidenten Sakskoburggotski und vom türkischen Premierminister Erdoğan eröffnet.
Er ist neben den die Grenzübergänge Kapitan Andreewo-Kapıkule  (ГКПП "Капитан Андреево – Капъкуле") und Malko Tarnowo-Dereköy (ГКПП "Малко Търново – Дерекьой") der dritte Grenzübergang zwischen Bulgarien und der Türkei und ermöglicht eine bequemere Fahrt oder Ausweichmöglichkeit zwischen den Orten Edirne und Burgas sowie Sliwen.
Wegen der oft chronischen Überlastung des Grenzübergangs Kapitan Andreewo-Kapıkule wurde weiter östlich im Juni 2005 zwischen Lessowo und Hamzabeyli ein neuer Grenzübergang  eröffnet. Der Grenzübergang Lessowo ist Teil des östlichen Transbalkankorridors (Lessowo – Jambol – Karnobat – Schumen – Silistra), der weiter nach Moldawien, in die Ukraine und nach Russland führt.
Am Grenzübergang können täglich 100 schwere LKW, 130 Busse und 600 Autos abgefertigt werden. Dadurch wird eine Entlastung der übrigen bulgarisch-türkischen Grenzübergänge angestrebt. Die Gebäude am Grenzübergang haben eine Fläche von 10.000 m².
Durch den Grenzübergang wurde der Weg von der Donau nach Istanbul und Edirne verkürzt. Der Verwaltungsbezirk Jambol und die Gemeinde Elchowo (im Verwaltungsbezirk Jambol) erhalten dadurch eine direkte Verbindung in die benachbarte türkischen Provinz Kırklareli (bulg. Лозенград / Losengrad) und die Gemeinde Lalapaşa (bulg. Лалапаша / Lalapascha) in der Provinz Edirne.
2005 wurde der Plan angenommen, in den nächsten zehn Jahren 15 weitere Grenzübergänge zwischen Bulgarien und der Türkei zu eröffnen. Geplant sind unter anderem die Übergänge Belewren-Ahlatlı (Белеврен-Ахлатлъ), Zarewo-İğneada (Царево-Инеада) und Strandscha-Kofçaz (Странджа-Кофчаз).
In der Presse wurde der Grenzübergang Lessowo bereits durch Goldschmuggel bekannt.
Koordinaten: 41° 57′ 36″ N, 26° 36′ 30″ O